# Kuot
El kuot o panaras és una llengua aïllada de la província de Nova Irlanda a Papua Nova Guinea. Es tracta de l'única llengua d'origen no-austronesi de l'illa. Té uns 2.400 parlants, concentrats principalment a la costa nord-oest de Nova Irlanda. Potser pel petit nombre de parlants, no sembla que hi hagi variació dialectal singinificativa en el domini lingüísic.

## Descripció lingüística

### Fonologia
L'inventari consonàntic del kuot és:
|           |         | bilabial | alveolar | velar |
| --------- | ------- | -------- | -------- | ----- |
| nasal     | nasal   | m        | n~ɲ      | ŋ     |
| oclusiva  | sorda   | p        | t        | k     |
| oclusiva  | sonora  | b        | d        | ɡ     |
| fricativa | sorda   | ɸ~f      | s~ʃ      |       |
| fricativa | sonora  | β~v      |          |       |
| lateral   | lateral |          | l        |       |
| vibrant   | vibrant |          | ɾ        |       |

El nombre de vocals fonològicament contrastives és 5:
|         | anterior | posterior |
| ------- | -------- | --------- |
| tancada | i        | u         |
| mitjana | e        | o         |
| oberta  | a        |           |

Els al·lòfons vocàlics són:
| fonema | al·lòfons |
| ------ | --------- |
| /i/    | [i~ɪ~j]   |
| /e/    | [e~ɛ]     |
| /a/    | [a~ʌ]     |
| /u/    | [u~ʊ~w]   |
| /o/    | [o~ɔ]     |

## Gramàtica
El kuot fa servir preferentment l'ordre sintàctic VSO i la seva morfologia és de tipus aglutinant. Hi ha dos gèneres gramaticals (masculí i femení), distinció que s'aplica fins i tot a totes les formes de la primera persona (singular, dual, plural; inclusiva i exclusiva).